# Lex Plautia Papiria
La lex Plautia Papiria fu una legge romana promulgata nell'89 a.C. dai tribuni della plebe Marco Plauzio Silvano e Caio Papirio Carbone.
Secondo questa legge, le persone iscritte come cittadini di città federate e con il domicilio in Italia al tempo dell'approvazione della legge, avrebbero avuto la cittadinanza romana se avessero dato il proprio nome al pretore della propria città entro sessanta giorni.
La lex Plautia Papiria estese la piena cittadinanza romana a tutti gli abitanti dell'Italia a sud dell'Arno e del Rubicone (così come a quella parte di Cisalpini residenti a sud del fiume Po), facendo sì che tutte le colonie latine e le ex città federate di tutta l'Italia peninsulare assumessero lo status di municipia optimo iure, nonché l'ascrizione tra le varie gens di tutti gli italici.
Il poeta Aulo Licinio Archia beneficiò di questa legge diventando cittadino di Eraclea e, sulla base di questa legge, venne scagionato da Cicerone dall'accusa di usurpazione della cittadinanza romana.
Questa legge è stata interpretata come un'integrazione della lex Iulia.